# Cortinarius aureoturbinatus
Cortinarius aureoturbinatus är en svampart som först beskrevs av Secr. ex M.M. Moser, och fick sitt nu gällande namn av Jakob Emanuel Lange. Cortinarius aureoturbinatus ingår i släktet Cortinarius och familjen spindlingar.   Inga underarter finns listade i Catalogue of Life.